# Kék páva
A kék páva vagy indiai páva (Pavo cristatus) a madarak osztályának tyúkalakúak (Galliformes) rendjébe és a fácánfélék (Phasianidae) családjába tartozó faj.
Legközelebbi rokona a zöld páva (Pavo muticus).

## Előfordulása
Vadon Dél-Ázsia, ezen belül is India, Banglades, Nepál és Srí Lanka erdeiben él. India nemzeti madara. Nagy Sándor hozta először Európába, ahol hamar elterjedt mint háziállat.
Több országba betelepítették. Ma vadon is előfordul a következő területeken: Pakisztán, az Andamán-szigetek, Bahama-szigetek, Kalifornia, a Hawaii szigetek, Új-Zéland; Ausztrália partjai mentén a Rottnest-sziget, a Heron-sziget és a King sziget. Sikertelen betelepítési kísérletek történtek Szent Ilona, Madeira, Tahiti és a Dominikai Köztársaság területén is.

## Megjelenése
Feje egészen a szem környékéig tollas, a fejtetőn felmereszthető tollbóbitával. Csőre viszonylag vastag. 
Szárnyai rövidek, lekerekítettek, nagy zajjal, de jól repül, mint a fácán. A hatodik evezőtoll a leghosszabb. Éjszakára a fák, bokrok ágaira röppen föl. 
18 kormánytollas farkát képes legyezőszerűen felmereszteni, ezzel támasztva alá módosult, színes felső farkfedőket melyek végén pompás kékes zománcos színű foltok, az úgy nevezett pávaszemek vannak. A csüdje a középső ujjnál hosszabb, táblás és a hímnél sarkantyúval ellátott. A fejdíszét aranyos zöld fémfényű tollak teszik, háta aranyos zöld, kék, hasa barnás-zöldes. A kakas dísztollainak kialakulása kétéves korban kezdődik, teljesen kifejlett uszályát a 3. évben kapja. Csőre és lábai barnák. A tojó egyszerűbb színű, egyszínű barna, melle és hasa fehér. Hossza 110–125 cm (a nőstényé 95 cm), szárnyhossza 46 cm (40 cm), farkhossza a dísztollakkal elérheti a 150 cm-t (a nőstényé 33 cm). Húsa élvezhető. A hím páva tollai színesek.
Hangja kellemetlen, rikácsoló pao-paoszerű. Mint díszmadár a kevélység és a nagyravágyás jelképe, s még példabeszéddé is vált: «kényes, büszke, mint a páva». 15-20 évig is elél. A fehér páva az eredeti élőhelyen is alkalmanként felbukkanó színmutáció, tollazata hófehér, ezért ezen példányai gyorsan a ragadozók zsákmányává váltak. Az un. feketeszárnyú színváltozatot Brehm előbb külön fajként írta le Jáván, de már későbbi írásaiban is megjegyezte, hogy feltehetőleg a háziasított kék páva és az ott vadon élő zöld páva egyedi mutációja. A színváltozat számos új színmutáció kitenyésztéséhez szolgált genetikai alapanyagként.
Testtömege: hím 4-6 kilogramm, tojó 2,7-4 kilogramm.

## Életmódja
A kék páva nappal aktív, a földön táplálkozik magvakat, lehullott gyümölcsöket és rovarokat keresve. Míg táplálékának nagy része növényi anyagokból és gerinctelen állatokból áll, ismert, hogy alkalmanként kisebb rágcsálókat és hüllőket is fogyaszt. Éjszaka a fákon pihen, ahol kisebb a ragadozóveszély. A kék páva rendkívül szabályos viselkedést mutat, gyakran ugyanazon a helyen pihen és táplálkozik egész életében, ezért hajlamos arra, hogy még a fogságban tartott egyedek is egyetlen épület vagy kert közelében maradjanak. A kék páva a nagy mérete és a hím hosszú farktollai ellenére rendkívül mozgékony, és bár gyalog gyorsan el tud menekülni a ragadozók elől, kényszerhelyzetben a levegőbe is képes emelkedni.

## Szaporodása

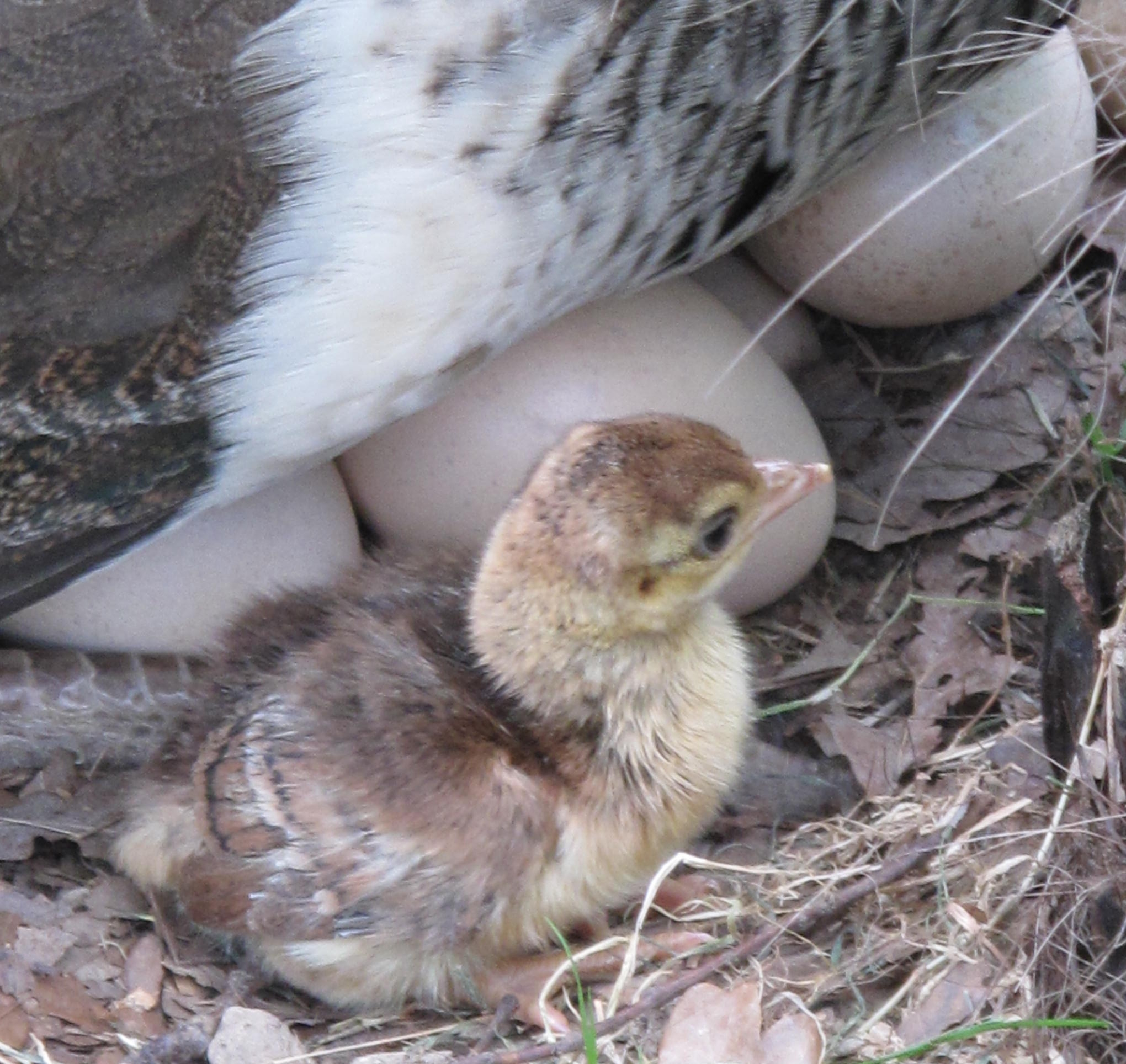

Az ivarérettséget 2-3 éves korban éri el. A költési szezon túlnyomórészt április és szeptember között van. Évente egyszer költ. Bokor alatt fészkel, 4-9, halványsárga, pettyes tojást rak, amelyet a tojó csak a legnagyobb szükségben hagy el. A kotlás 28 napig tart.
Különösen jó példa a nemek közötti szelekcióra a pávák esete, ahol a kakasok díszes farktollazatukkal próbálják elcsábítani a tojókat, akik pedig azt a kakast választják, amelynek a legpompásabb a farktollazata. Az eredmény: a kakasoknál olyan pompás farktollazat fejlődött ki, amely sok esetben hátrányt is jelenhet számukra. A tojó jellegtelensége viszont azért fontos, mert egy díszes tollazattal csak felhívná magára a ragadozók figyelmét, pedig neki kell felnevelni a fiókákat.

## Felhasználása
A pávát az ókorban is igen jól ismerték, diszmadárként használták. Salamon király hajói Iphirból hozták. 
A rómaiaknál Juno istennő szent madara volt. Itáliába főleg Karthágóból hozták be. 
Cicero idejében nagyon sok volt már Rómában, dísztollait legyezőként használták, húsát, főleg pedig agyvelejét és nyelvét csemegeként ették. Mint ismeretes, Nagy Károly nagyon szerette e madarat, tollát a lovagok és hölgyek díszül használták, Angliában csak később jött divatba a pávatollas kalap. Kínai mandarinok rangfokozatának megállapítására és megkülönböztetésére pávatollakat használnak.

## Képek

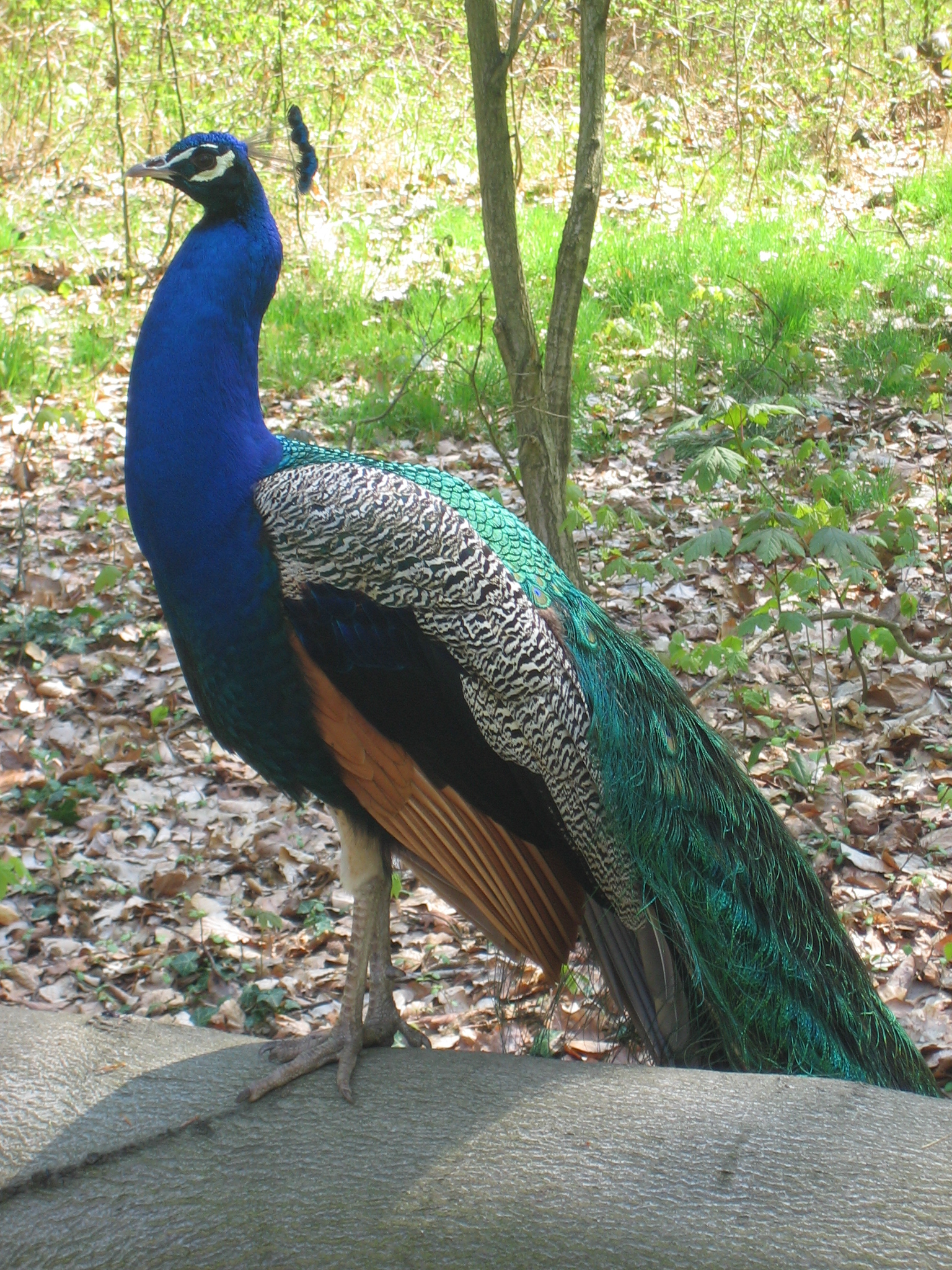
Kakas
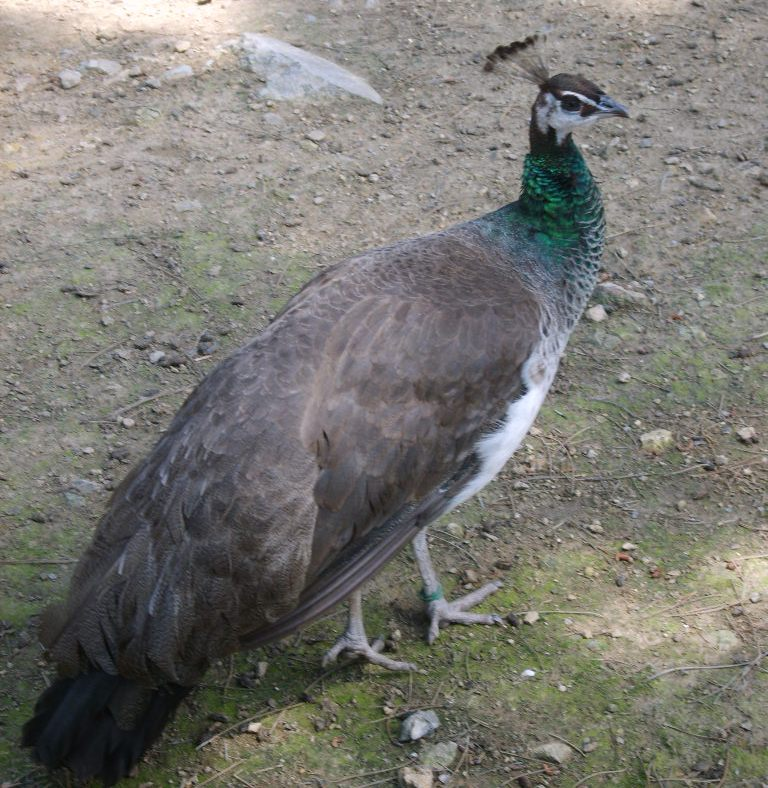
Tojó
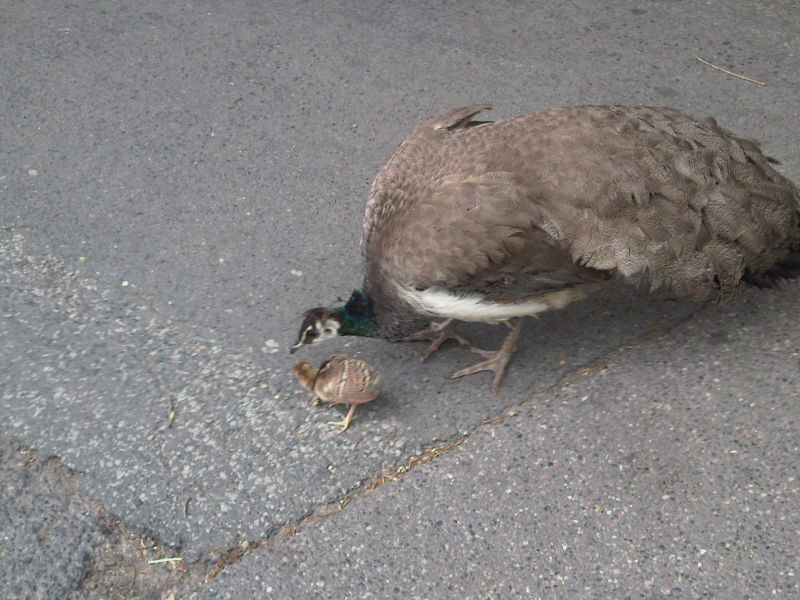
Pávatojó egy csibével
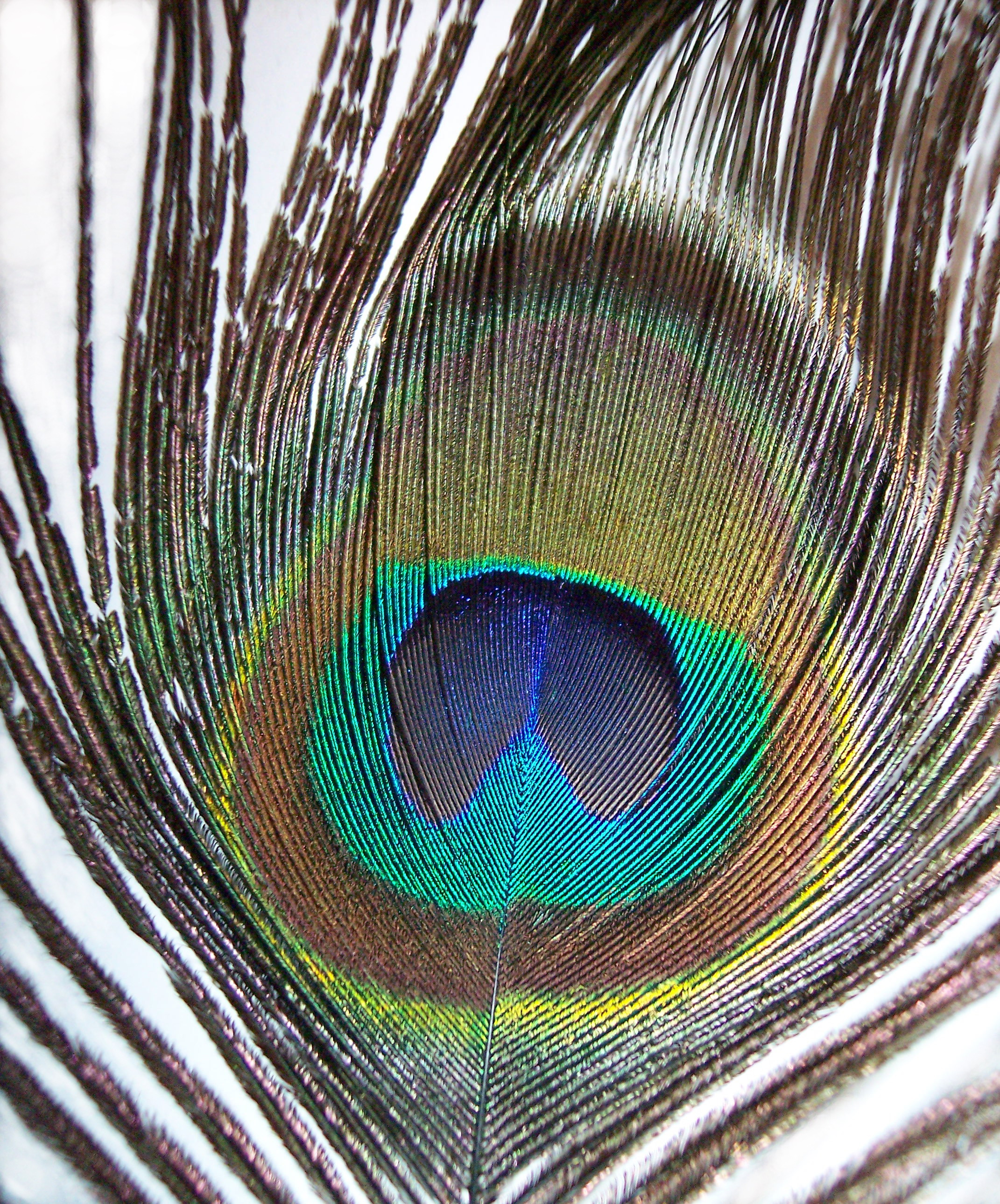
A „pávaszem” néven ismert mintázat a kakas felső farkfedőtollán
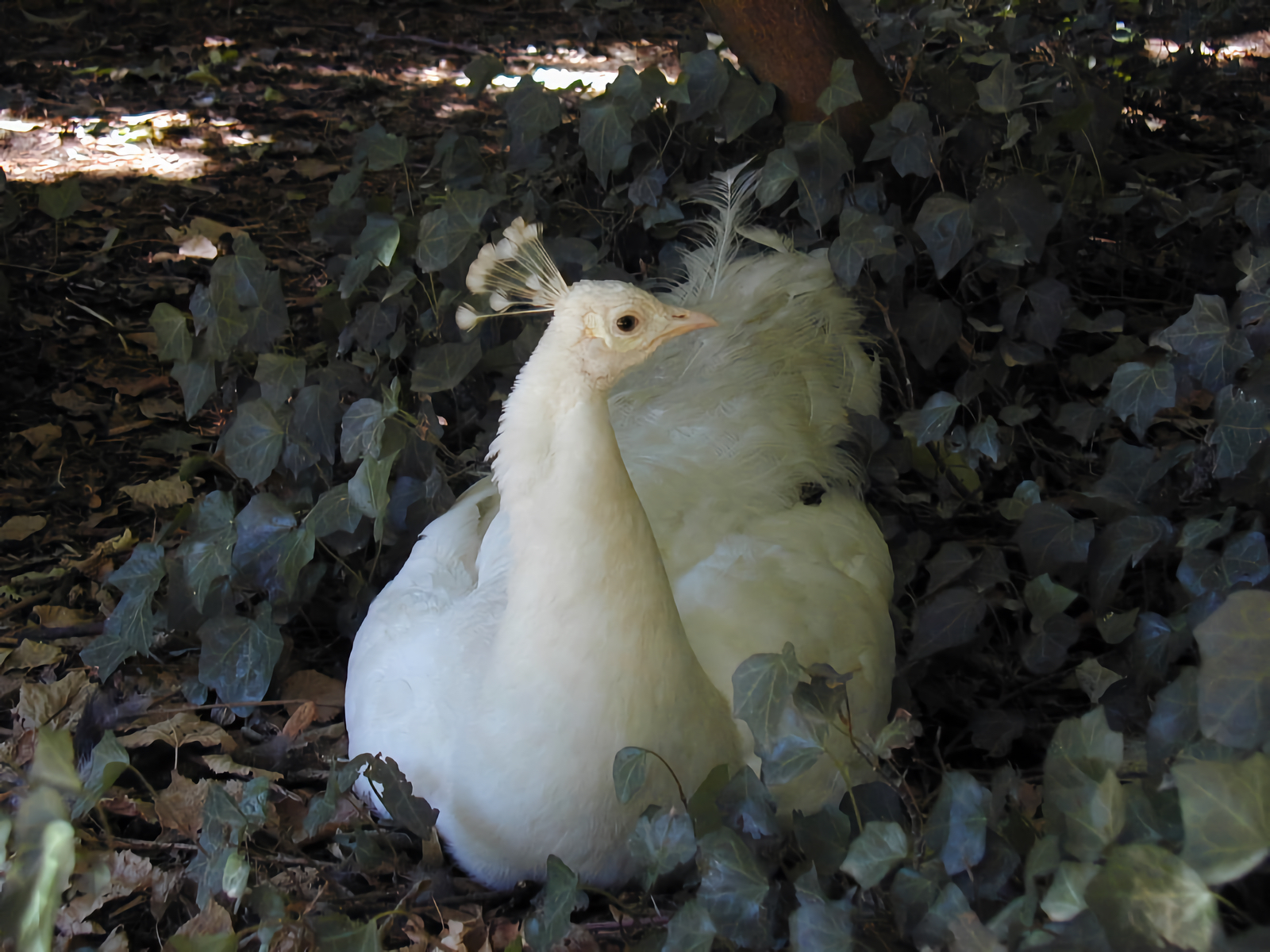
Fehér páva, az indiai páva egy ritka változata
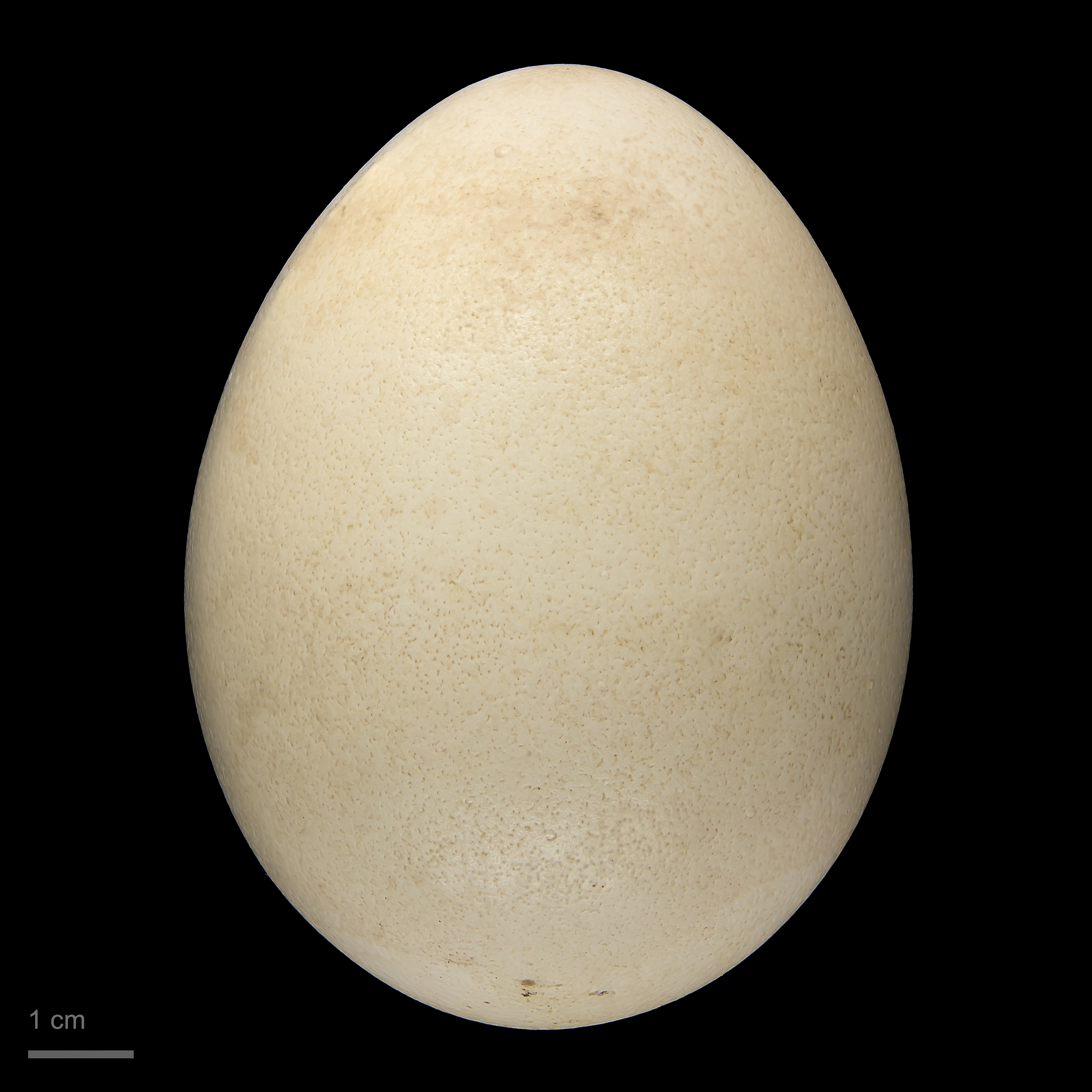
Tojása